# Gabriel Longueville
Gabriel Longueville (Étables, Francia, 18 de marzo de 1931 – Chamical, La Rioja, 18 de julio de 1976) fue un sacerdote francés y misionero en Argentina, asesinado durante la última dictadura militar en ese país. Está en proceso de canonización.

## Biografía
Gabriel José Rogelio Longueville nació el 18 de marzo de 1931 en Étables, una pequeña localidad de Ardèche en el sur de Francia. Se formó en el Seminario Mayor de Viviers y en el año 1957 alcanzó el grado de presbítero. En 1970 se trasladó a Argentina como sacerdote Fidei Donum. Su destino inicial fue la arquidiócesis de Corrientes. En 1971 se trasladó a la diócesis de La Rioja donde se unió al trabajo pastoral de Monseños Angelelli.
Era párroco de El Salvador en Chamical cuando, el 18 de julio de 1976, su vicario, el padre Carlos de Dios Murias fue secuestrado. El padre Longueville decidió, voluntariamente, seguirlo para no dejarlo solo. Con ellos fue detenido también Wenceslao Pedernera, quien acababa de terminar su oración cotidiana de la tarde con su esposa. Poco después sus cuerpos fueron encontrados con signos de fusilamiento en una zona rural cercana a la localidad.
El Papa Francisco reconoció oficialmente que la muerte de Gabriel Longueville tuvo el carácter de «martirio en odio de la fe», lo que conlleva su beatificación.
Fue beatificado por el papa Francisco el 27 de abril de 2019 junto a sus compañeros el obispo Enrique Angelelli, el sacerdote Carlos de Dios Murias, y el laico católico Wenceslao Pedernera. En el acto de beatificación, se estableció que la memoria  litúrgica en su honor sea el 17 de julio.
En su memoria, una calle de la ciudad de Villa Mercedes, en la Provincia de San Luis, lleva su nombre.